# Мехмед Эртугрул-эфенди
Мехмед Эртугрул-эфенди (тур. Mehmed Ertuğrul Efendi; 5 октября 1912, Стамбул — 2 июля 1944, Каир) — единственный сын последнего османского султана Мехмеда Вахидеддина от третьей жены Шадие Мюведдет Кадын-эфенди.

## Биография
Мехмед Эртугрул родился 10 сентября 1912 года в Стамбуле в семье последнего османского султана Мехмеда VI и его третьей жены Шадие Мюведдет Кадын-эфенди. Мехмед Эртугрул был младшим ребёнком и единственным сыном султана. Шехзаде получал частное образование, его наставником был Каймакам Эмин-бей, преподававший литературу в императорской школе. 
1 ноября 1922 года правительство в Анкаре приняло решение о разделении халифата и султаната и упразднении последнего. Когда его отец покинул страну в 1922 году, 10-летний шехзаде отправился вместе с ним. После смерти отца в 1926 году он переехал жить к старшей единокровной сестре Сабихе-султан. 
Его мать тем временем уехала в Египет, вышла там замуж за турка, а затем, воспользовавшись законом, позволяющим вдовам султанов вернуться в Турцию, вернулась в Стамбул и поселилась в особняке в Ченгелькёе. Эртугрул отказался принять второй брак своей матери и больше он её не видел. Затем его зачислили в школу-интернат в Грассе, где он проучился несколько лет. 
Эртугрула часто видели в спортивном клубе Маади, который находился в тенистых переулках, отделяющих теннисные корты от бассейна. Некоторые шутники утверждали, что Мехмед слонялся по слепым зонам, ожидая устроить засаду на ничего не подозревающих красавиц Маади. Из-за таких засад, он был дисквалифицирован из клуба на целый месяц.
Мехмед не был женат и детей не имел. Скончался 2 июля 1944 года. Он заболел во время игры в теннис и умер через несколько часов от неизвестной болезни. Похоронен в Каире в тюрбе Хедива Тевфика.